# Meditación

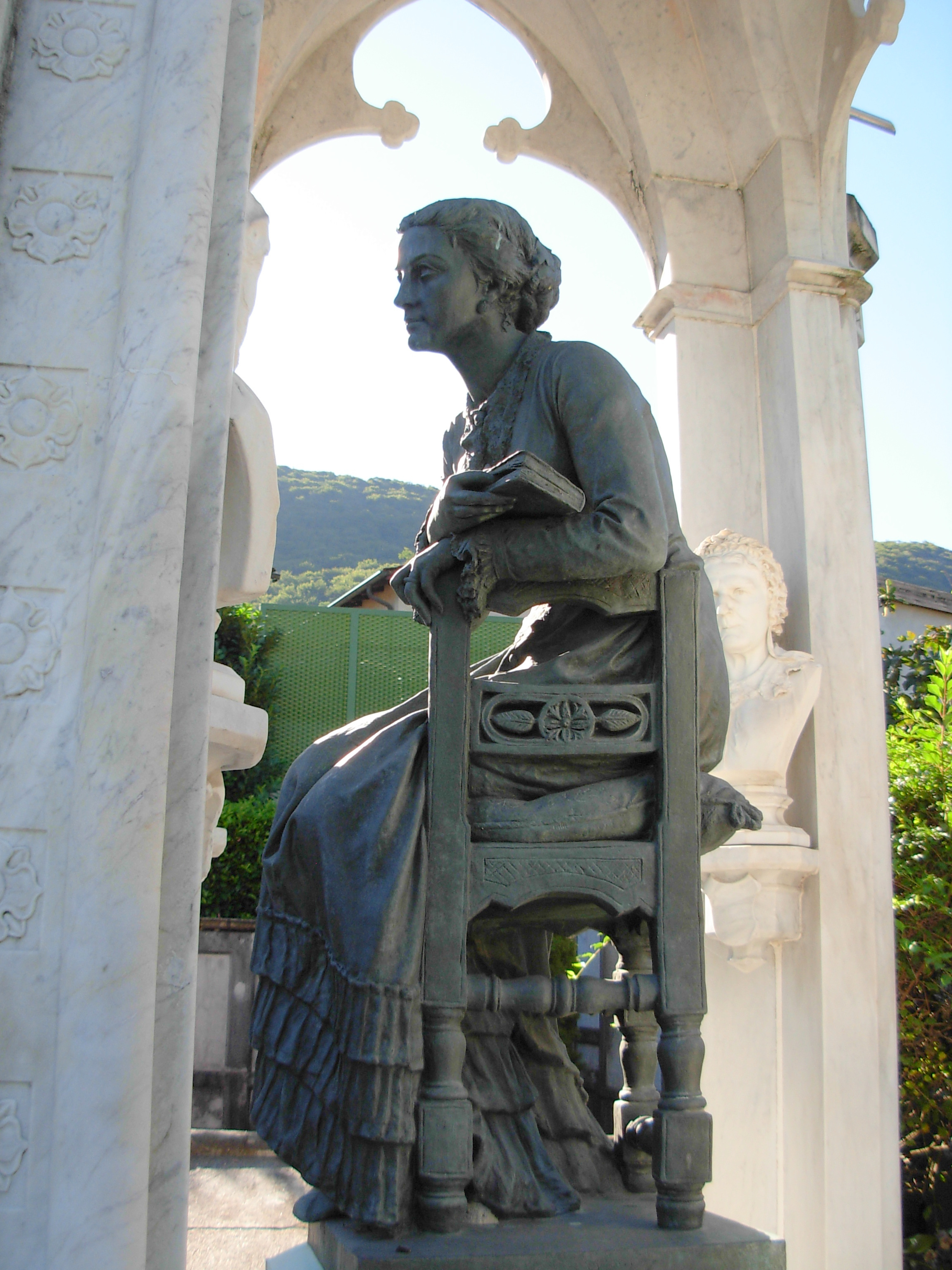
Meditación, de Vela Vincenzo.

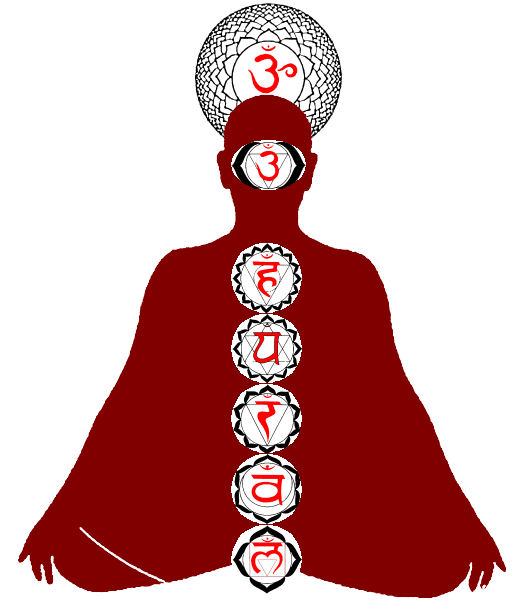
Esquema de los chakras o distribución energética principal del ser humano, según la tradición oriental de la India

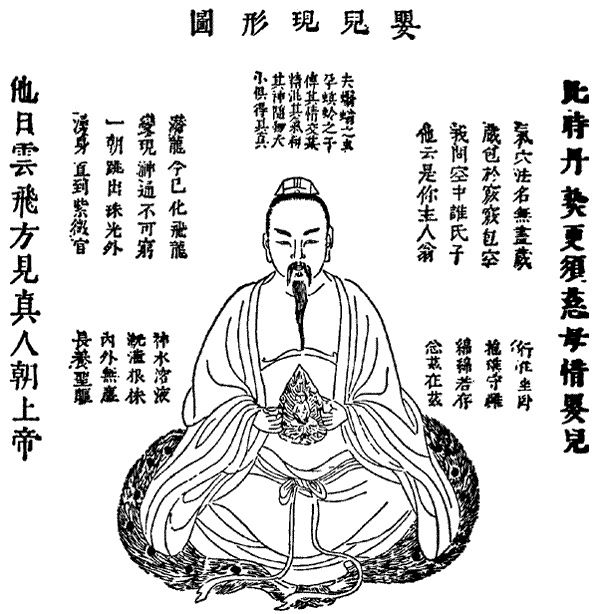
Nacimiento del nuevo ser en el espacio de la fuerza, segunda etapa de meditación en la alquimia interna Taoista. (Tai Yi Jin Hua Zong Zhi).

La meditación es una práctica en la cual el individuo entrena la mente o induce un modo de consciencia, ya sea para conseguir algún beneficio específico como reconocer mentalmente un contenido sin sentirse identificado con ese contenido, o como un fin en sí mismo.
El término meditación se refiere a un amplio espectro de prácticas que incluyen técnicas diseñadas para promover desde la relajación, hasta construir energía interna o fuerza de vida (Qì, ki, chi, prāṇa, etc.) y desarrollar paz interior y compasión, así como también amor, paciencia, generosidad y perdón. 
Una forma de meditación tiene como fin conseguir sostener la concentración en un punto sin esfuerzo, enfocado a habilitar en su practicante un estado de bienestar en cualquier actividad de la vida, o igualmente para ser utilizado en la práctica del budismo o el hinduismo como Sadhana, con el objetivo final de llegar a un estado de iluminación espiritual denominado Samadhi, Kenshō, etc; o en el caso del Taoísmo, para alcanzan la inmortalidad espiritual mediante técnicas como la "alquimia interna" (Neidan); que en estas religiones orientales, sería uno de los caminos que llevaría al objetivo final del Moksha o Nirvana en las religiones Dharmicas, 
o la Inmortalidad espiritual en el Taoísmo.
La meditación toma diferentes significados en diferentes contextos; esta se ha practicado desde la antigüedad como un componente de numerosas religiones y creencias, pero no constituye una religión en sí misma. La meditación suele implicar un esfuerzo consciente por dirigir y calmar la mente.

## Definiciones
En la cultura occidental la palabra meditación viene del latín meditatĭo que originalmente indicaba un tipo de ejercicio intelectual; mientras que la palabra contemplación se reservaba para un uso más religioso o espiritual. Aparte de su uso histórico, la palabra meditación es empleada en la traducción de conceptos provenientes de prácticas espirituales asiáticas como el dhyana. De esa manera, la palabra meditación adquirió una nueva definición que la hace similar a la contemplación.
En el siglo XIX los teósofos adoptaron la palabra «meditación» para referirse a las diversas prácticas de recogimiento interior o contemplación propias del hinduismo, budismo, taoísmo y otras religiones orientales. No obstante, hay que notar que este tipo de práctica no es ajena a la historia de Occidente, como muestran descubrimientos de vasijas celtas con figuras en postura yóguica.
Para Rudolf Steiner, fundador de la antroposofía, la meditación es el camino para el conocimiento del mundo espiritual y requiere ejercicios especiales, según lo explicado y descrito en Wie erlangt man Erkenntnisse des hoheren Welten? (¿Cómo se alcanza el conocimiento de los mundos superiores?).

## Características
La meditación se caracteriza normalmente por tener algunos de estos rasgos:
- Un estado de concentración sobre la realidad del momento presente
- Un estado experimentado cuando la mente se disuelve y es libre de sus propios pensamientos
- Una concentración en la cual la atención es liberada de su actividad común y es focalizada en Dios (propio de las religiones teístas)
- Una focalización de la mente en un único objeto de percepción, como por ejemplo la respiración o la recitación constante de un vocablo o de una sucesión de ellos (ejemplo de recitación constante y ritmada de vocablos es la recitación de mantras en el yoga, el más célebre de los mantran o mantras es el que se pronuncia «Oṃ»).

## Meditación religiosa o espiritual

### Budismo
La meditación es básica dentro del budismo. Cada escuela tiene diferentes maneras y técnicas específicas. Para algunas es la forma mediante la cual la mente logra alcanzar un plano de realidad y entendimiento que va más allá de lo aprendido, y tiene que ver más con lo sensorial. También se puede ampliar o controlar el espectro de motivaciones de la personalidad.
Según el zen, meditar es la condición natural de la conciencia humana, capaz de comprender por sí sola el significado de su existencia, aun si esto ocurre a nivel del inconsciente. Esta percepción se interrumpe por la agitación o el interés en los asuntos particulares que absorben nuestra atención. La práctica de un sistema o rutina de meditación devolvería a la mente a ese estado básico y primordial. Algunos maestros zen dicen que meditar es «tocar el corazón» del ser humano.
En el Theravāda, la meditación involucra tanto técnicas como samādhi, mettā y vipassana, como el desarrollo de la bondad y el «conocimiento superior». En el Mahāyāna las prácticas meditativas son las visualizaciones, rezos y cantos.

### Cristianismo
En el cristianismo, la meditación tiene un enfoque cristológico. El cristiano trata de dirigir su pensamiento a Dios, a Su palabra y a Su obra. La meditación es una expresión de la oración cristiana. Se hace con ayuda de algún libro o escrito como la Biblia, los textos litúrgicos del día, escritos de los padres de la Iglesia o de los santos, etc.

### Hinduismo
En el hinduismo, en las escuelas de yoga y vedānta, la meditación es parte de dos de las seis ramas de la filosofía hindú.
La meditación en el hinduismo es una práctica diversa que incluye técnicas como pranayama, japa y dhyana, donde se busca la paz interior, la autoconciencia y la conexión divina. 
Así, mediante la meditación en el hinduismo se busca la liberación (Moksha) de las ataduras del alma con la materia a través de la conexión con lo que es eterno más allá de la ilusión material de Maya, esta realidad temporal y perecedera, que los sentidos humanos perciben y luego interpretan de acuerdo a sus propias estructuras de creencias adquiridas a lo largo de sus vidas. Para ello, el proceso de meditación en las diferentes disciplinas hindúes busca romper este ciclo que nos une a Maya, al aquietar los vṛtti (tendencias mentales), purificar los saṃskara (impresiones mentales), quemar las bija (semillas causales) y trascender los klesa (estados mentales); para llevar al individuo hacia el objetivo final de la liberación (mokṣa).
En el hinduismo la meditación es esencial para alcanzar la liberación espiritual (moksha), y se practica en rituales religiosos y como disciplina personal. Se práctica bajo la guía de maestros espirituales. Así, dentro de las diferentes corrientes hindúes, la meditación es considerada una herramienta poderosa y esencial para el crecimiento personal y la búsqueda de la realización espiritual.

### Islamismo
En el sufismo se emplean diversas técnicas meditativas.
La meditación en el islamismo se enfoca en prácticas como el dhikr, que consiste en recordar y glorificar a Dios mediante la repetición de nombres sagrados o versos del Corán; y la muraqabah, que implica la introspección espiritual y la búsqueda de la presencia divina. Estas prácticas son fundamentales en el sufismo, una rama mística del islam.

### Paganismo
En la mayoría de las religiones basadas en el paganismo y el neopaganismo, como son la Wicca y el druidismo, la meditación es un pilar fundamental para mantener una conexión con la divinidad.
Abarca una variedad de prácticas que reflejan la diversidad de tradiciones y creencias dentro de esta categoría religiosa. Se centra en la conexión con la naturaleza, la adoración de deidades y la celebración de ciclos estacionales y festivales. Además, incluye técnicas de trance y viajes espirituales, así como la autoexploración y el desarrollo personal.

### Taoísmo
Dentro de las tradicionales asociadas con la filosofía china y la religión del taoísmo, podemos encontrar igualmente prácticas de meditación dentro de sus doctrinas; conocidas como prácticas de meditación taoísta (o meditación Daoísta). Esta enfocada en armonizar el cuerpo, la mente y el espíritu con el Tao (el "Camino" o principio universal). A diferencia de otras formas de meditación más conocidas, integra técnicas específicas para cultivar la energía vital (qi), purificar el cuerpo y alcanzar estados de longevidad y claridad (mediante las prácticas de ”‘habilidades internas” de Neigong, los ejercicios de respiración de Qigong, entre otras); o incluso inmortalidad espiritual (a través de las técnicas de “alquimia interna” del Neidan).

## Técnicas de meditación
De acuerdo con Jeremy Holmes y Alberto Pérez Albéniz (2000), parece ser que las diferentes técnicas de meditación pueden ser clasificadas de acuerdo a su enfoque. Algunas se enfocan en el campo de la percepción y la experiencia, también llamada de conciencia plena (mindfulness en inglés). Otras se enfocan en un objeto determinado, y son llamadas de «concentración». Hay también técnicas que intercambian el campo y el objeto de la meditación.
Las técnicas de aproximación a la meditación varían desde las que se basan en observar la respiración, en visualizar algún pensamiento positivo o imagen inspiradora, enfocar algún objeto o imagen (como un mandala), las invocaciones, hasta las que se basan en tipos de compleja «alquimia espiritual». También existen las meditaciones sin objeto, desenfocando la tensión mental. Además de lo descrito antes sobre el pensamiento en la meditación, durante esta se puede dejar fluir libremente las imágenes mentales, sean claras o confusas, como cuando se está a punto de conciliar el sueño. También se puede dejar fluir las sensaciones, emociones, impulsos y energías corporales, normalmente sin intervenir en ellas, pero tampoco dejándose llevar o enredar, de manera que muestran finalmente una tendencia a reordenarse por sí solas; aunque existen métodos de reflexión y técnicas de concentración en que la conciencia las puede manejar.

## Estudios

### Efectos a nivel físico
Una investigación en Massachusetts en 2006 evaluó si la práctica de la meditación podría estar asociada con cambios en la estructura física del cerebro. La metodología consistió en seleccionar a 20 meditadores con experiencia y a 15 personas sin experiencia como grupo de control. Los participantes de meditación y en el grupo de control fueron emparejados por sexo (meditadores 65% hombres, controles 67%), edad (meditadores 38.2 años, controles 36.8 años), raza (ambos grupos 100% caucásicos) y años de educación (meditadores 17.3 años, controles 17,4 años). Todos los participantes eran física y psicológicamente saludables. A través de imágenes por resonancia magnética (IRM) se midió el grosor de la corteza cerebral. Se evidenció que las regiones cerebrales asociadas con la atención, la interocepción y el procesamiento sensorial fueron más espesas en los participantes de meditación que en los controles emparejados, incluida la corteza prefrontal y la ínsula anterior derecha. El estudio concluye que la meditación puede estar asociada con cambios estructurales en áreas del cerebro que son importantes para el procesamiento sensorial, cognitivo y emocional. Los datos sugieren además que la meditación puede mitigar la reducción de la estructura cortical asociada al envejecimiento.

### Efectos en la reducción del estrés
Algunas técnicas de meditación parecen ayudar a mantener la concentración y reducir las consecuencias del estrés.
Existen indicios que muestran que al menos dos tipos de meditación producen cambios en el hipocampo o la ínsula. Estos mecanismos podrían ayudar a mejorar la memoria.
Al analizar la actividad cerebral durante la meditación, usando un electroencefalograma, se puede apreciar que se pasa de las ondas beta (actividad normal, consciente y alerta, de 15-30 Hz) a ondas alfa (relajación, calma, creatividad, 9-14 Hz). En la meditación más profunda se pueden registrar ondas theta (relajación profunda, solución de problemas, 4-8 Hz) y en meditaciones avanzadas se puede detectar la presencia de ondas delta (sueño profundo sin dormir, 1-3 Hz).

## Contraindicaciones, riesgos y precauciones
Se han reportado numerosos efectos adversos de la meditación, especialmente cuando esta se dirige a personas con enfermedades mentales. Las personas con depresión, trastornos de ansiedad o trastorno por déficit de atención son las que reportan la mayor cantidad de efectos negativos. Los más habituales son manía, despersonalización, ansiedad, pánico, y la reexperimentación de eventos traumáticos. Los efectos adversos son menos frecuentes en las mujeres y en personas que meditan por motivos religiosos.
Según un estudio de 2020 con base en la revisión de 83 publicaciones académicas seleccionadas de un total de 5276, la aparición de efectos adversos durante o después de las prácticas de meditación —principalmente mindfulness y meditación trascendental— no es infrecuente (se observó en alrededor de un 8 % de los participantes) y puede ocurrir en personas sin antecedentes de problemas de salud mental. Según los autores, esto puede deberse a practicar las técnicas de meditación de una forma incorrecta o a no ser guiada de la manera adecuada. Según la investigación, los efectos adversos experimentados por los individuos tras practicar meditación fueron depresión, ansiedad o anomalías cognitivas. Además se reportaron, aunque en menor medida, efectos secundarios como aparición de conductas suicidas y problemas gastrointestinales.